# Иван Йончев (кмет на Бургас)
 Тази статия е за кмета на Бургас.  За поета вижте Иван Йончев.  
Иван Стефанов Йончев е български общественик, трети кмет на Бургас.

## Биография
Иван Йончев е роден в Сливен, тогава в Османската империя. Става помощник-кмет на Бургас при управлението на Ясен Русалиев, а след оставката на кмет е назначен на негово място в периода 19 юни – 19 юли 1883 година. За време на мандата му се провеждат военни маневри в града, откупена е част от Буналовата градина и са приети правилници за данъчни и таксови събирания от гражданите. Иван Йончев става помощник-кмет и при управлението на Димитър Бракалов в периода март 1894 година – септември 1895 година.